# Atlantirivulus
Atlantirivulus es un género de peces de agua dulce de la familia rivúlidos en el orden de los ciprinodontiformes, que se distribuyen por ríos de América del Sur.
Antiguamente incluido como subgénero dentro del género Rivulus, fue elevado a la categoría de género en 2011.

## Hábitat
Viven en ríos y arroyos de la sabana boscosa y en estanques y pantanos de la selva de gran parte de Sudamérica.

## Especies
Se conocen quince especies válidas en este género:
- Atlantirivulus depressus (Costa, 1991)
- Atlantirivulus guanabarensis Costa, 2014
- Atlantirivulus haraldsiolii (Berkenkamp, 1984)
- Atlantirivulus janeiroensis (Costa, 1991)
- Atlantirivulus jurubatibensis (Costa, 2008)
- Atlantirivulus lazzarotoi (Costa, 2007)
- Atlantirivulus maricensis Costa, 2014
- Atlantirivulus luelingi (Seegers, 1984)
- Atlantirivulus nudiventris (Costa y Brasil, 1991)
- Atlantirivulus paranaguensis Costa, 2014
- Atlantirivulus ribeirensis Costa, 2014
- Atlantirivulus riograndensis (Costa y Lanés, 2009)
- Atlantirivulus santensis (Köhler, 1906)
- Atlantirivulus simplicis (Costa, 2004)
- Atlantirivulus unaensis (Costa y De Luca, 2009)